# Risque de souscription
 (janvier 2023).
Si vous disposez d'ouvrages ou d'articles de référence ou si vous connaissez des sites web de qualité traitant du thème abordé ici, merci de compléter l'article en donnant les références utiles à sa vérifiabilité et en les liant à la section « Notes et références ».
Le risque de souscription est le risque que prend un assureur en distribuant des contrats d'assurance auprès de personnes physiques ou de personnes morales.

## Composition du risque
Selon l'activité de l'assureur, le risque de souscription peut être composé d'un ou plusieurs éléments parmi les suivants :
- risque vie : cet élément de risque concerne la volatilité de la morbidité, de la mortalité, de la longévité, de l'incapacité des assurés ; on y inclut aussi habituellement le risque de rachat et le risque de dérapage des dépenses de l'assureur ;

- risque santé : cet élément de risque concerne les dépenses, les pertes excessives et la mortalité des assurés, ainsi que les risques liés aux épidémies ;

- risque non-vie : il s'agit du risque d'assurance spécifique qui résulte des contrats d'assurance. Il a trait aux incertitudes relatives aux résultats des souscriptions de l'assureur. Il est lui-même constitué des risques suivants :
  - risque de prime (premium risk en anglais) : risque que le coût des futurs sinistres soit supérieur aux primes perçues ;
  - risque de réserve (reserve risk en anglais) : risque lié à la nature aléatoire de l'évaluation des sinistres et à leur mauvaise estimation ;
  - risque catastrophe (CAT risk en anglais) : risque résultant d'événements extrêmes ou irréguliers non capturés par les risques de tarification et de provisionnement.